# Lista de prêmios de Lavoura Arcaica
Esta é a lista completa de prêmios e indicações recebidas pelo longa-metragem Lavoura Arcaica (2001).
| Prêmios                                                       | Prêmios           | Prêmios                                         | Prêmios                   | Prêmios   |
| Premiação                                                     | Data da cerimônia | Categoria                                       | Premiado                  | Resultado |
| ------------------------------------------------------------- | ----------------- | ----------------------------------------------- | ------------------------- | --------- |
| Festival de Cinema Mundial de Montreal                        | Setembro de 2001  | Melhor Contribuição Artística                   | Luiz Fernando Carvalho    | Venceu    |
| Festival de Biarritz                                          | Outubro de 2001   | Prêmio Especial do Júri                         | Luiz Fernando Carvalho    | Venceu    |
| Festival do Rio                                               | Outubro de 2001   | Prêmio Ministério da Cultura                    | Luiz Fernando Carvalho    | Venceu    |
| Mostra Internacional de Cinema de São Paulo                   | Outubro de 2001   | Prêmio de Melhor Filme Júri Popular             | Luiz Fernando Carvalho    | Venceu    |
| Festival de Cinema de Brasília                                | Novembro de 2001  | Melhor Filme                                    | Luiz Fernando Carvalho    | Venceu    |
| Festival de Cinema de Brasília                                | Novembro de 2001  | Melhor Ator                                     | Selton Mello              | Venceu    |
| Festival de Cinema de Brasília                                | Novembro de 2001  | Melhor Atriz Coadjuvante                        | Juliana Carneiro da Cunha | Venceu    |
| Festival de Cinema de Brasília                                | Novembro de 2001  | Melhor Ator Coadjuvante                         | Leonardo Medeiros         | Venceu    |
| Festival de Cinema de Brasília                                | Novembro de 2001  | Melhor Fotografia                               | Walter Carvalho           | Venceu    |
| Festival de Cinema de Brasília                                | Novembro de 2001  | Melhor Trilha Sonora Original                   | Marco Antônio Guimarães   | Venceu    |
| Festival de Cinema de Brasília                                | Novembro de 2001  | Prêmio ANDI (concedido pela UNICEF)             |                           | Venceu    |
| Festival de Cinema de Havana                                  | Dezembro de 2001  | Prêmio Especial do Júri                         | Luiz Fernando Carvalho    | Venceu    |
| Festival de Cinema de Havana                                  | Dezembro de 2001  | Melhor Trilha Sonora                            | Marco Antônio Guimarães   | Venceu    |
| Festival de Cinema de Havana                                  | Dezembro de 2001  | Melhor Ator                                     | Selton Mello              | Venceu    |
| Festival de Cinema de Havana                                  | Dezembro de 2001  | Melhor Fotografia                               | Walter Carvalho           | Venceu    |
| Festival de Cinema de Tiradentes                              | Janeiro de 2002   | Melhor Filme Júri Popular                       | Luiz Fernando Carvalho    | Venceu    |
| Festival de Cinema de Santo Domingo                           | Fevereiro de 2002 | Melhor Filme                                    | Luiz Fernando Carvalho    | Venceu    |
| Festival de Cinema de Santo Domingo                           | Fevereiro de 2002 | Melhor Fotografia                               | Walter Carvalho           | Venceu    |
| Festival de Cinema de Cartagena                               | Março de 2002     | Melhor Filme                                    | Luiz Fernando Carvalho    | Venceu    |
| Festival de Cinema de Cartagena                               | Março de 2002     | Melhor Diretor                                  | Luiz Fernando Carvalho    | Venceu    |
| Festival de Cinema de Cartagena                               | Março de 2002     | Melhor Fotografia                               | Walter Carvalho           | Venceu    |
| Festival de Cinema de Cartagena                               | Março de 2002     | Prêmio Especial do Júri de Melhor Trilha Sonora | Marco Antônio Guimarães   | Venceu    |
| Festival de Cinema de Cartagena                               | Março de 2002     | Melhor Filme dos Cineclubes de Cartagena        | Luiz Fernando Carvalho    | Venceu    |
| Festival Internacional de Cinema de Guadalajara               | Março de 2002     | Melhor Filme                                    | Luiz Fernando Carvalho    | Venceu    |
| Festival Internacional de Cinema de Guadalajara               | Março de 2002     | Melhor Diretor                                  | Luiz Fernando Carvalho    | Venceu    |
| Festival Internacional de Cinema de Guadalajara               | Março de 2002     | Prêmio da Crítica de Melhor Filme               | Luiz Fernando Carvalho    | Venceu    |
| Prêmio SESC São Paulo                                         | Março de 2002     | Melhor Filme                                    | Luiz Fernando Carvalho    | Venceu    |
| Prêmio SESC São Paulo                                         | Março de 2002     | Melhor Atriz do Júri Popular                    | Juliana Carneiro da Cunha | Venceu    |
| Prêmio SESC São Paulo                                         | Março de 2002     | Melhor Filme da Crítica                         | Luiz Fernando Carvalho    | Venceu    |
| Associação de Críticos de Arte de São Paulo                   | Março de 2002     | Melhor Atriz                                    | Juliana Carneiro da Cunha | Venceu    |
| Festival de Cinema de Lleida                                  | Abril de 2002     | Melhor Roteiro                                  | Luiz Fernando Carvalho    | Venceu    |
| Festival de Cinema de Lleida                                  | Abril de 2002     | Melhor Ator                                     | Selton Mello              | Venceu    |
| Festival Internacional de Cinema Independente de Buenos Aires | Abril de 2002     | Melhor Filme do Júri Popular                    | Luiz Fernando Carvalho    | Venceu    |
| Festival Internacional de Cinema Independente de Buenos Aires | Abril de 2002     | Melhor Fotografia                               | Walter Carvalho           | Venceu    |
| Festival Internacional de Cinema Independente de Buenos Aires | Abril de 2002     | Menção Especial do Júri                         | Walter Carvalho           | Venceu    |
| Festival Internacional de Cinema Independente de Buenos Aires | Abril de 2002     | Prêmio Kodak de Tratamento de Imagem            | Walter Carvalho           | Venceu    |
| Prêmio ABC de Cinematografia                                  | Maio de 2002      | Melhor Fotografia                               | Walter Carvalho           | Venceu    |
| L.A. Latino International Film Festival                       | Agosto de 2002    | Melhor Diretor                                  | Luiz Fernando Carvalho    | Venceu    |
| Encuentro Latinoamericano de Cine                             | Agosto de 2002    | Medalha Fellini                                 | Luiz Fernando Carvalho    | Venceu    |
| Encuentro Latinoamericano de Cine                             | Agosto de 2002    | Melhor Ator                                     | Selton Mello              | Venceu    |
| Encuentro Latinoamericano de Cine                             | Agosto de 2002    | Melhor Filme – Revista de Cine La Gran Ilusión  | Luiz Fernando Carvalho    | Venceu    |
| Grande Prêmio BR do Cinema Brasileiro                         | Setembro de 2002  | Melhor Filme                                    | Luiz Fernando Carvalho    | Indicado  |
| Grande Prêmio BR do Cinema Brasileiro                         | Setembro de 2002  | Melhor Diretor                                  | Luiz Fernando Carvalho    | Indicado  |
| Grande Prêmio BR do Cinema Brasileiro                         | Setembro de 2002  | Melhor Ator                                     | Raul Cortez               | Indicado  |
| Grande Prêmio BR do Cinema Brasileiro                         | Setembro de 2002  | Melhor Ator                                     | Selton Mello              | Indicado  |
| Grande Prêmio BR do Cinema Brasileiro                         | Setembro de 2002  | Melhor Atriz                                    | Juliana Carneiro da Cunha | Venceu    |
| Grande Prêmio BR do Cinema Brasileiro                         | Setembro de 2002  | Melhor Ator Coadjuvante                         | Leonardo Medeiros         | Indicado  |
| Grande Prêmio BR do Cinema Brasileiro                         | Setembro de 2002  | Melhor Atriz Coadjuvante                        | Simone Spoladore          | Indicado  |
| Grande Prêmio BR do Cinema Brasileiro                         | Setembro de 2002  | Melhor Fotografia                               | Walter Carvalho           | Venceu    |
| International Film Camera Festival “Manaki Brothers”          | Setembro de 2002  | Golden Câmera 300                               | Walter Carvalho           | Venceu    |
| International Film Camera Festival “Manaki Brothers”          | Setembro de 2002  | Melhor Filme                                    | Luiz Fernando Carvalho    | Venceu    |
| Festival Internacional de Cinema de Valdivia                  | Outubro de 2002   | Melhor Longa-metragem                           | Luiz Fernando Carvalho    | Venceu    |
| Festival de Cine Latinoamericano de Trieste                   | Outubro de 2002   | Melhor Filme                                    | Luiz Fernando Carvalho    | Venceu    |
| Belfort International Film Festival                           | Novembro de 2002  | Melhor Filme - Prêmio do Público                | Luiz Fernando Carvalho    | Venceu    |
| Festival de Cinema de Santa Maria da Feira                    | Novembro de 2002  | Melhor Filme do Júri Popular                    | Luiz Fernando Carvalho    | Venceu    |
| Festival de Cinema de Santa Maria da Feira                    | Novembro de 2002  | Melhor Filme - Prêmio da Crítica                | Luiz Fernando Carvalho    | Venceu    |